# 콜롬비아쌀쥐
콜롬비아쌀쥐 또는 흰발핸들리쌀쥐(Handleyomys intectus)는 비단털쥐과 쌀쥐족에 속하는 설치류의 일종이다. 콜롬비아에서만 발견된다. 이전에는 쌀쥐속(Oryzomys intectus라는 학명으로)으로 분류했지만, 검은발핸들리쥐(Handleyomys fuscatus, 이전의 Aepeomys fuscatus)와 아주 유사하여 두 종이 함께 2002년에 별도의 핸들리쥐속으로 분류되었다.